# Chouzy-sur-Cisse
Chouzy-sur-Cisse foi uma comuna francesa na região administrativa do Centro, no departamento Loir-et-Cher. Estendia-se por uma área de 22,49 km². Em 2010 a comuna tinha 2 471 habitantes (densidade: 109,9 hab./km²).
Em 1 de janeiro de 2017, passou a formar parte da comuna de Valloire-sur-Cisse.